# Csurgói Máté Lajos
Csurgói Máté Lajos (Csurgó, 1931. január 27. – Budapest, 2001. március 1.) festőművész, grafikus.

## Pályafutása
A budapesti Képzőművészeti Főiskolán végzett 1957-ben. Mesterei: Bencze László, Ék Sándor, Raszler Károly, Hincz Gyula. Budapesten alkotott, 1958-1963 között a Képcsarnok rézkarcnyomdájában dolgozott. 1954-től szerepelt kiállításokon. 1958-tól gyakran rendezett egyéni kiállítást szülőhelyén, Csurgón, valamint Kaposváron, Budapesten. Csoportos kiállításokon szerepeltek munkái New Yorkban, Los Angelesben, Pekingben.

## Díjai
- 1979 - majdaneki művészeti díj
- 1980 - ban Somogy megyei művészeti díj